# 諏訪山町
諏訪山町（すわやまちょう）は兵庫県神戸市中央区の町名の一つ。住居表示実施済み。丁番を持たない単独町名である。郵便番号650-0006。

## 地理
中央区西部、旧生田区域の市街地北部の山際の西部に位置する。住宅地域。東と南は山本通、西は再度筋町、北は神戸港地方に隣接する。

## 歴史
1980年（昭和55年）に神戸港地方と山本通四・五丁目の各一部より成立。町名は近隣の諏訪山から。諏訪山自体はそこに諏訪神社が祀られていることに由来する。

### 沿革
- 1872年（明治5年）ごろ - 諏訪山温泉が湧く。
- 1874年（明治7年） - フランスのヤンセン率いる観測隊が金星を観測。記念碑が建てられ後の金星台となった。
- 1903年（明治36年） - 第五回内国勧業博覧会が大阪で開かれたのを記念して諏訪山公園を整備。

## 世帯数と人口
2025年（令和7年）3月31日現在の世帯数と人口は以下の通りである。
| 町丁     | 世帯数 | 人口  |
| -------- | ------ | ----- |
| 諏訪山町 | 78世帯 | 146人 |

### 人口の変遷
国勢調査等による人口の推移
| 1988年（昭和63年） | 166人 | [ 4 ] |  |
| 2005年（平成17年） | 184人 | [ 5 ] |  |

### 世帯数の変遷
国勢調査等による世帯数の推移。
| 1988年（昭和63年） | 61世帯 | [ 4 ] |  |
| 2005年（平成17年） | 86世帯 | [ 5 ] |  |

## 小・中学校の学区
市立小・中学校に通う場合、学区は以下の通りとなる。
| 番地                  | 小学校               | 中学校                 |
| --------------------- | -------------------- | ---------------------- |
| 2番1～25号、3番を除く | 神戸市立こうべ小学校 | 神戸市立神戸生田中学校 |
| 2番1～25号、3番       | 神戸市立山の手小学校 | 神戸市立神戸生田中学校 |

## 交通

### 鉄道
町内に鉄道駅はない。花隈駅は北長狭通にある。

### バス
諏訪山公園下の停留所が所在する。
| 系統 | 起点                   | 経由バス停             | 終点     |
| ---- | ---------------------- | ---------------------- | -------- |
| 7    | 市民福祉交流センター前 | 元町駅前 楠谷町 新開地 | 神戸駅前 |

### 道路
- 東亜筋線

## 施設

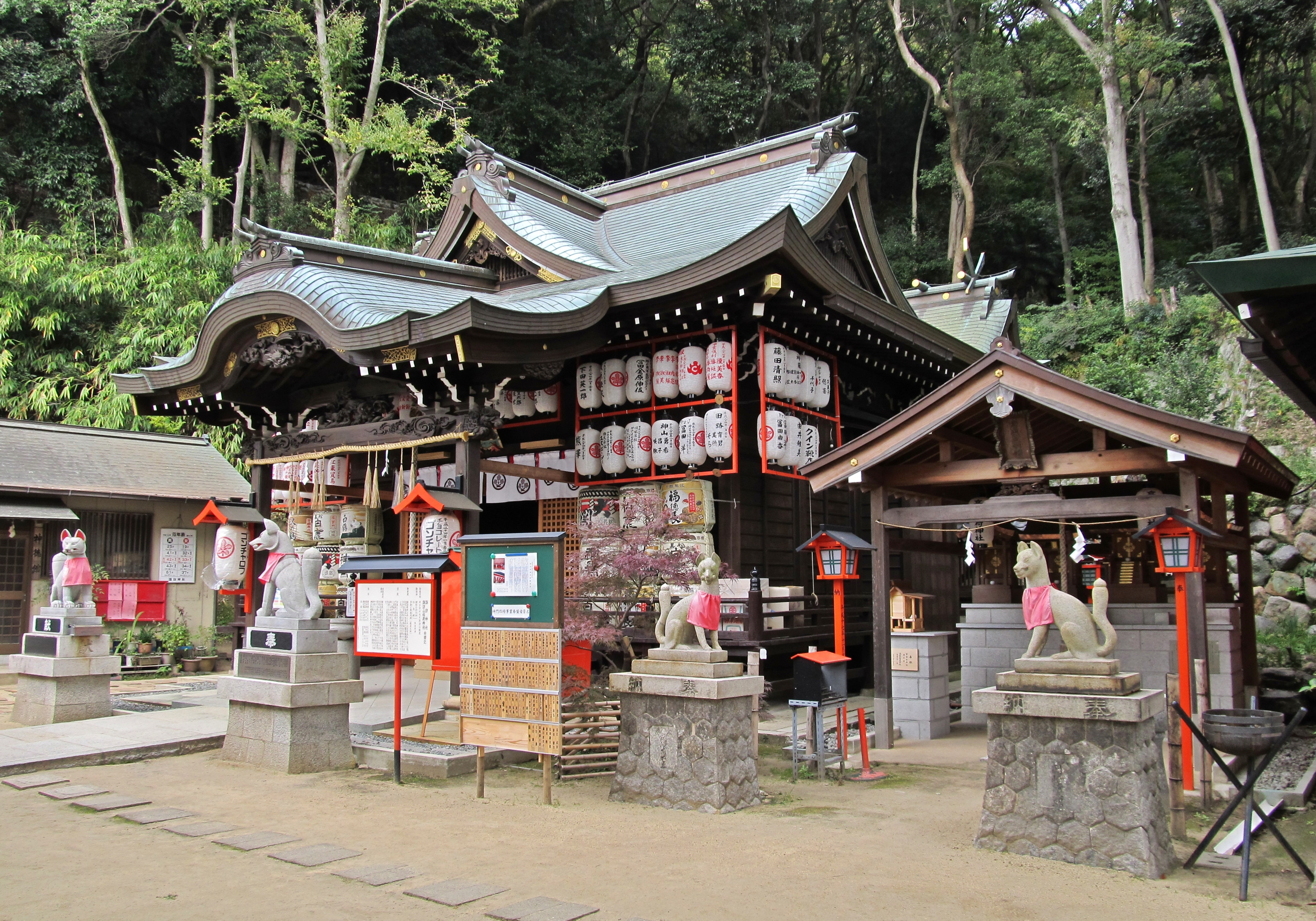
諏訪神社

- 神戸山手女子中学校・高等学校
- 関西国際大学 神戸山手キャンパス
- 私立諏訪山会館
- 諏訪神社
- 諏訪山公園
- 金星台